# عيسى سار
عيسى سار (بالفرنسية: Issa Sarr)‏ (9 أكتوبر 1986 بداكار في السنغال - ) هو لاعب كرة قدم سنغالي في مركز الوسط. شارك مع منتخب السنغال لكرة القدم. أما مع النوادي، فقد لعب مع أورلاندو بيراتس وAS Pikine ‏ ونادي دياراف وبلاتينيوم ستارز ‏ وChippa United F.C. ‏.

## روابط خارجية
- عيسى سار على موقع قاعدة بيانات كرة القدم.إي يو (الإنجليزية)
- عيسى سار على موقع Soccerway.com (الإنجليزية)